# Lamanonia cuneata
Lamanonia cuneata är en tvåhjärtbladig växtart som först beskrevs av Jacques Cambessèdes, och fick sitt nu gällande namn av Carl Ernst Otto Kuntze. Lamanonia cuneata ingår i släktet Lamanonia och familjen Cunoniaceae. Inga underarter finns listade i Catalogue of Life.